# 古牧地西路街道
古牧地西路街道，是中华人民共和国新疆维吾尔自治区乌鲁木齐市米东区下辖的一个乡镇级行政单位。

## 行政区划
古牧地西路街道下辖以下地区：
新华社区、园艺社区、八方社区、新园社区、安居社区、明珠社区和西营社区。